# Rude Rich and the High Notes
Rude Rich and the High Notes is een Nederlandse skaband. Rude Rich and the High Notes is in 1998 opgericht in Amsterdam. In 1999 kwam de eerste lp getiteld The Right Track uit via het label Boombax Music uit. In 2001 tekenden ze bij Grover Records in Duitsland.

## Leden
- deRuige - drums
- Bunn Riley - basgitaar
- Jesse ten Caten - gitaar
- Cees Schouten - keyboard
- Soulmack - zang
- Lorenzo Lorenzoni - trombone
- David Beukers - saxofoon

## Discografie
- 1999 - The Right Track (Boombax Music, cd/lp)
- 2001 - Change The Mood (Grover Records, cd/lp)
- 2003 - Derrick Morgan Live! (Grover Records, cd/lp)
- 2004 - Soul Stomp (Rude Rich Records, cd/lp)
- 2006 - Winston Francis 12" (Rude Rich Records)
- 2007 - Winston Francis meets the High Notes (Rude Rich Records, dvd)
- 2007 - Derrick Morgan meets the High Notes In Amsterdam (Rude Rich Records, cd)
- 2012 - A Tribute to the Greats (Grover Records cd/lp)